# Schroth Safety Products
Die Schroth Safety Products ist ein deutsch-amerikanisches Unternehmen, das sich auf die Herstellung von Insassenschutzsystemen für Luft- und Landfahrzeuge spezialisiert hat. Die Entwicklungs- und Fertigungsstandorte befinden sich in Arnsberg, Deutschland sowie in Fort Lauderdale, Florida. In Shanghai, China, betreibt das Unternehmen ein Büro für den Vertrieb und den technischen Support für chinesische Luftfahrtkunden.

## Geschichte

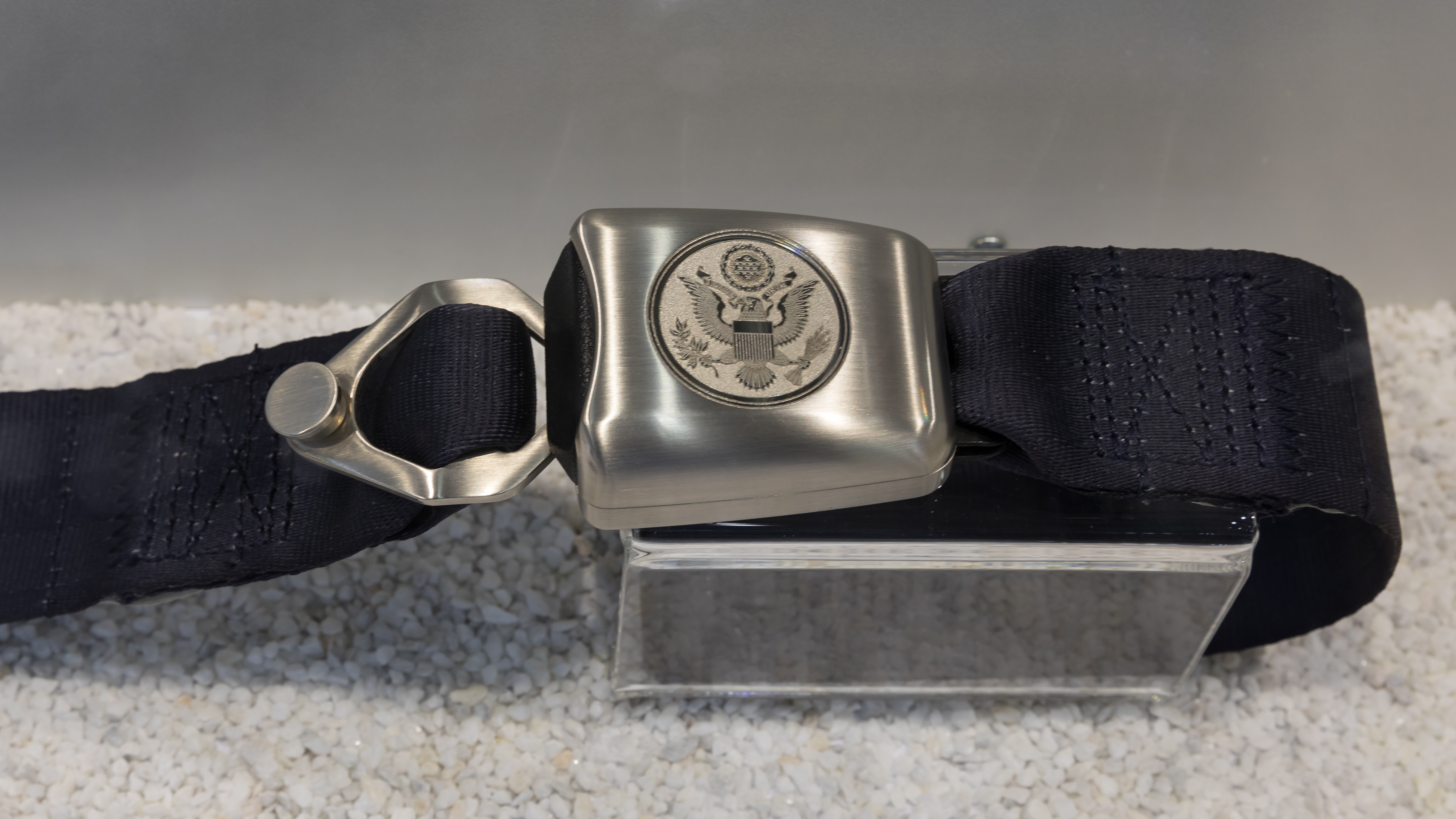
Zwei-/Dreipunkt-Sicherheitsgurt der Air Force One von Schroth

Gegründet wurde das Unternehmen am 12. Juni 1946 von Carl Friedrich Schroth (1909–1997) und Hildegard Schroth, geb. Tobler. Hildegard Schroth war Schneiderin und meldete einen Textilbetrieb bei der Militärregierung an. Sie nähte Kleidungsstücke und Filterschläuche für Fahrzeuggasgeneratoren. Besonders erfolgreich war ihre Motorradschutzkleidung. Carl Friedrich Schroth, der zuvor Betriebsleiter des Instandsetzungswerkes von Lueg in Bochum war, montierte Kinderwagen im Unternehmen. Das Geschäft florierte, deshalb wurde 1953 eine Halle am Siegenbittel im heutigen Arnsberger Ortsteil Hüsten bezogen.
Carl Friedrich Schroth war Rallyefahrer. Es störte ihn, dass sein Beifahrer nicht ordentlich die Karten lesen konnte, da er ständig im Sitz herumgeschleudert wurde. So beschloss Schroth aus Rollladenband und Mantelschnallen einen Halteriemen zu entwickeln. So wurde der erste deutsche Gurt, ein Hosenträgergurt, entwickelt.

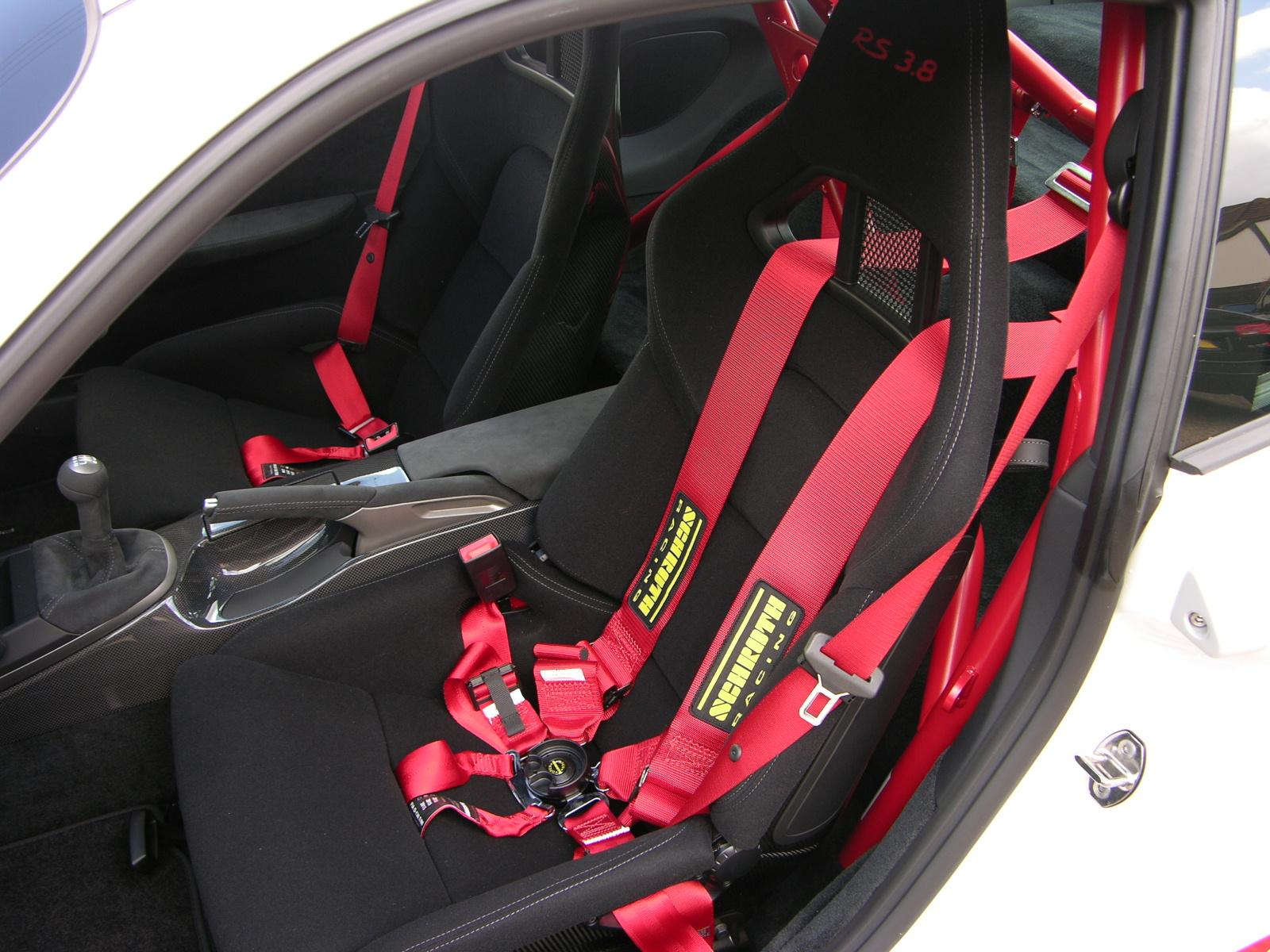
Schalensitz mit 6-Punkt-Schroth-Gurten im Porsche 997 GT3 RS 3.8

Bis 1984 entwickelte sich das Unternehmen zum weltgrößten Hersteller von Hosenträgergurten. In den folgenden Jahren begann sich das Unternehmen umzuorientieren und sich vom Massenmarkt der Konsumprodukte zu entfernen. Im Jahr 1991 folgte der Einstieg in den Luftfahrtmarkt. Patente hält das Unternehmen unter anderem auf den Schroth-Drehverschluss für Flugzeuge. Als erstes Unternehmen produzierte es einen Drei-Punkt-Gurt mit Drucktastenverschluss für Luftfahrzeuge.
Anfang des neuen Jahrtausends war Schroth mit seinen Produkten insbesondere in Nischenmärkten vertreten. So entwickelte das Unternehmen Sicherheitssysteme für Flugzeuge, Militärfahrzeuge und Fahrgeschäfte. In fast allen Airbus-Flugzeugen, MD-Helikoptern und zahlreichen Sportflugzeugen wurden Schroth-Gurte eingebaut. Auch für die Mercedes-Benz C-Klasse wurden Stützgurte gefertigt. Der Sportwagenhersteller Porsche bietet für die Modelle 911 GT2 und 911 GT3 ein sogenanntes Clubsport-Paket an, das 6-Punkt-Schroth-Gurte enthält. Auch für den Supersportwagen Carrera GT waren Schroth-Gurte ohne Aufpreis erhältlich. Im Rennsport werden außerhalb der USA 70 % der Teams ausgestattet. Im Jahr 2001 etwa verwendeten sieben Formel I-Teams Gurtsysteme der Firma.
Ein Großteil des heutigen Umsatzes wird im Export realisiert. Besonders stark sind die Produkte des Unternehmens in der kommerziellen Luftfahrt vertreten; in diesem Markt wird auch der überwiegende Teil des Umsatzes generiert.
Im Bereich der kommerziellen Luftfahrt konzentrierte sich das Unternehmen lange auf Rückhaltesysteme für Piloten und Crew, seit 2005 kamen erste Aufträge auch für den Passagierbereich hinzu. Im Jahr 2018 gelang es Schroth als erstem Hersteller, einen 3-Punkt-Gurt mit pyrotechnischem Gurtstraffer für den Einsatz auf Passagiersitzen in der Luftfahrt zu zertifizieren. Schroth rüstet außerdem den Airbus A380 sowie den Airbus A350 mit einer Bremseinheit für die Cockpittür zum Schutz gegen die Auswirkungen einer Cockpit-Dekompression aus.
Dabei verzeichnete das Unternehmen 2005 einen Umsatz von 14 Millionen Euro. Im Jahr 2007 waren es 20 Millionen Euro und im Jahr 2008 bereits 27 Millionen Euro. Die Schroth-Gruppe bestand aus der Schroth GmbH Deutschland, der Schroth Safety Products Florida sowie als Immobilienverwaltung der Schroth GmbH & Co. KG. Der Eigentümer verkaufte das Unternehmen 2006 an einen amerikanischen Investor (Armor Holdings Inc.). Im Jahr 2007 wurde das Unternehmen in den Konzern BAE Systems Inc. integriert und gehörte seit 2012 zum japanischen Automobilzulieferer Takata, einem Hersteller von Insassenschutzsystemen für Fahrzeuge. Takata verkaufte das Unternehmen im Februar 2017 an die TransDigm Group. Aus kartellrechtlichen Gründen musste TransDigm Schroth jedoch nach nur 11 Monaten wieder verkaufen. Ab Anfang 2018 befanden sich die Unternehmensanteile mehrheitlich im Eigentum des Private-Equity-Fonds Perusa Partners Fund 2, L.P.; ein Minderheitsanteil wurde im Rahmen eines Management-Buyouts durch das Schroth-Management erworben.

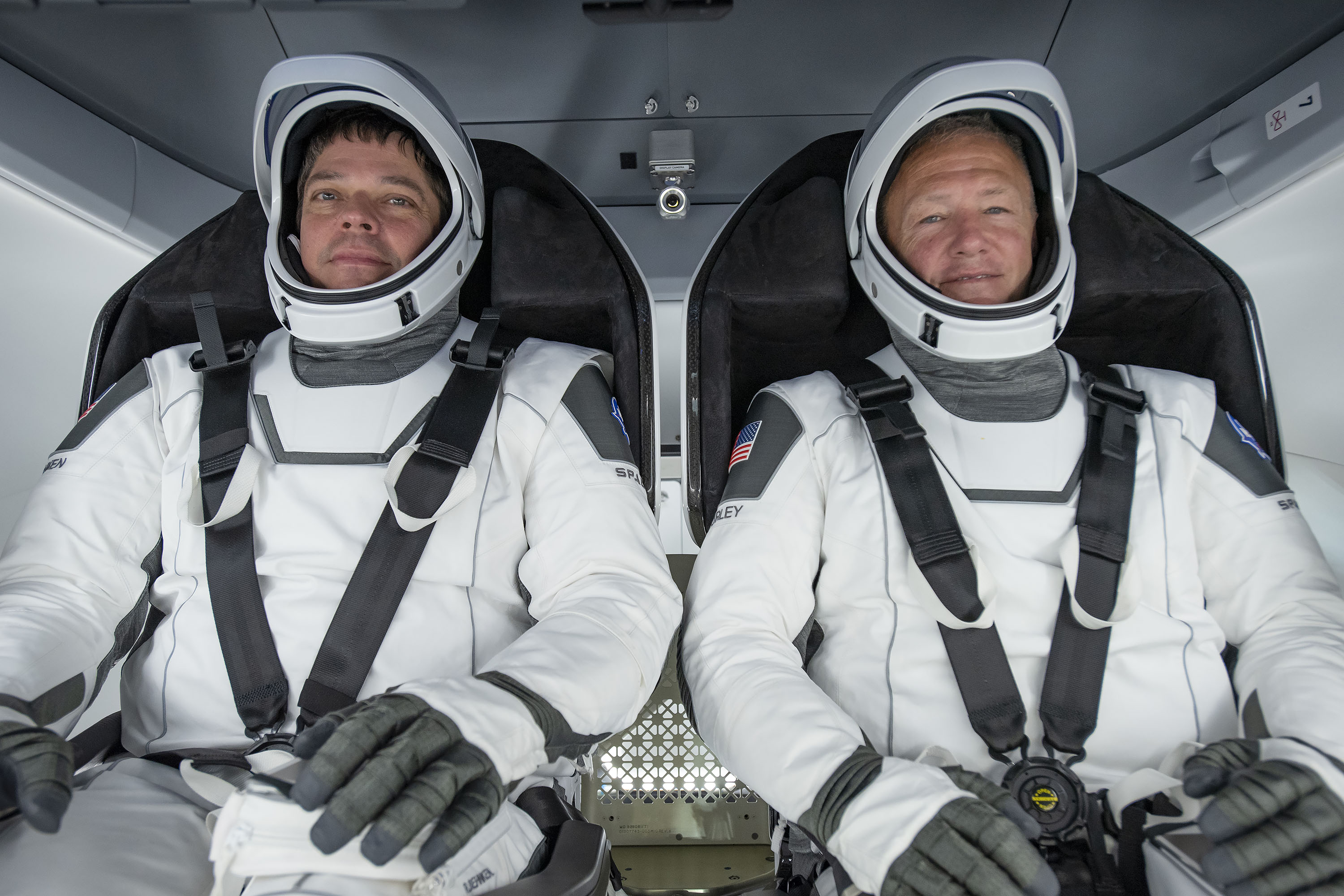
Die NASA-Astronauten Douglas Hurley und Bob Behnken, angeschnallt mit Schroth-Gurten an Bord der Raumkapsel Crew Dragon.

Ende der 2010er Jahre begann Schroth mit der Entwicklung spezieller Rückhaltesysteme für die Raumfahrt. Für die Raumkapsel Crew Dragon des kommerziellen Raumfahrtunternehmens SpaceX wurden Sicherheitsgurte entwickelt, die den hohen Anforderungen an Vibration und Beschleunigung während eines Raketenstarts standhalten. Der erste bemannte Raumflug mit Schroth-Gurten fand im Jahr 2020 mit den NASA-Astronauten Douglas Hurley und Bob Behnken statt.
Im Juli 2022 verkauften die bisherigen Gesellschafter das Unternehmen an die amerikanische Loar Group, eine diversifizierte Herstellergruppe mit Spezialisierung auf Produkte für die Luft- und Raumfahrt. Der Erwerb durch die Loar Group verfolgte insbesondere das Ziel, die strategische Positionierung von Schroth im Bereich der kommerziellen Luftfahrt und im Aftermarket-Geschäft weiter zu stärken.
Im Februar 2024 wurde bekannt, dass Schroth von Airbus den Auftrag für die Entwicklung und Lieferung der sogenannten Installed Physical Secondary Barrier (IPSB) für alle ab Mitte 2025 neu an U.S. Fluggesellschaften auszuliefernden Airbus-Flugzeuge der A320-Familie sowie der Typen A330 und A350 erhielt. Das IPSB, manchmal auch als Secondary Cockpit Barrier oder Secondary Flight Deck Barrier bezeichnet, ist ein Modul für die Flugzeugkabine, das die Sicherheit des Flugzeugs, der Besatzung und der Passagiere verbessern soll. Es soll das Cockpit von Verkehrsflugzeugen bei geöffneter Cockpittür vor unbefugtem Eindringen schützen und wird ab Mitte 2025 für alle neuen Verkehrsflugzeuge von Linienfluggesellschaften in den USA verpflichtend. Mit diesem Auftrag erweiterte Schroth sein Produktportfolio als führender Lieferant von Sicherheitssystemen für die Flugzeugkabine.